# Катерина Браницька (1781–1820)
Катерина Браницька (пол. Katarzyna Branicka, нар. 1781 — пом. 1820, Крешовиці) — перша дитина і найстарша донька Францішека Ксаверія Браницького, польського державного діяча, великого гетьмана коронного Польщі, та Олександри Енгельгардт.
Близько 1800 року вона одружилася з Костянтином Сангушком (1781—1808), сином Януша Модеста Сангушка. Двоє дітей від цього шлюбу померли в дитинстві (син Мечислав помер у 1813 році у віці 6 років, дочка Клементина померла немовлям).
У 1813 році одружилася зі Станіславом Потоцьким, з яким народила одну дитину, дочку Олександру (1818—1892), майбутню дружину останнього з родини Потоцьких у Вілянуві, Августа Потоцького герба Пилява (Срібна) з Підгайців (1805—1867).